# Beatrix Schuba
Beatrix „Trixi” Schuba (ur. 15 kwietnia 1951 w Wiedniu) – austriacka łyżwiarka figurowa, startująca w konkurencji solistek, dziennikarka, działaczka sportowa. Mistrzyni olimpijska z Sapporo (1972) i uczestniczka igrzysk olimpijskich (1968), dwukrotna mistrzyni świata (1971, 1972), dwukrotna mistrzyni Europy (1971, 1972) oraz 6-krotna mistrzyni Austrii (1967–1972).

## Życiorys
Po zakończeniu kariery amatorskiej występowała w amerykańskiej rewii łyżwiarskiej Ice Follies, później w Holiday on Ice. Po zakończeniu swojej kariery profesjonalnej w 1979 roku Schuba pracowała dla firmy ubezpieczeniowej Vienna Insurance Group.
W latach 2002–2006 była prezydentem Austriackiego Związku Łyżwiarstwa Figurowego, zaś w latach 2004–2009 pełniła funkcje członka Austriackiego Komitetu Olimpijskiego. Była ambasadorem olimpijskim miasta Salzburg podczas jego starań o przyznanie prawa organizacji Zimowych Igrzysk Olimpijskich 2014. W 2010 roku Schuba została wiceprezesem Związku Łyżwiarskiego Graz i jednym z organizatorów zawodów łyżwiarskich Ice Challenge zaliczanych do cyklu Challenger Series.

## Osiągnięcia
| Zawody               | 1967           | 1968           | 1969           | 1970           | 1971           | 1972           |                |                |                |                |                |                |                |                |                |                |                |
| Międzynarodowe       | Międzynarodowe | Międzynarodowe | Międzynarodowe | Międzynarodowe | Międzynarodowe | Międzynarodowe | Międzynarodowe | Międzynarodowe | Międzynarodowe | Międzynarodowe | Międzynarodowe | Międzynarodowe | Międzynarodowe | Międzynarodowe | Międzynarodowe | Międzynarodowe | Międzynarodowe |
| -------------------- | -------------- | -------------- | -------------- | -------------- | -------------- | -------------- | -------------- | -------------- | -------------- | -------------- | -------------- | -------------- | -------------- | -------------- | -------------- | -------------- | -------------- |
| Igrzyska olimpijskie |                | 5              |                |                |                | 1              |                |                |                |                |                |                |                |                |                |                |                |
| Mistrzostwa Świata   | 9              | 4              | 2              | 2              | 1              | 1              |                |                |                |                |                |                |                |                |                |                |                |
| Mistrzostwa Europy   | 5              | 3              | 3              | 2              | 1              | 1              |                |                |                |                |                |                |                |                |                |                |                |
| Krajowe              |                |                |                |                |                |                |                |                |                |                |                |                |                |                |                |                |                |
| Mistrzostwa Austrii  | 1              | 1              | 1              | 1              | 1              | 1              |                |                |                |                |                |                |                |                |                |                |                |

## Nagrody i odznaczenia
- Światowa Galeria Sławy Łyżwiarstwa Figurowego – 2017[5]
- Odznaka Honorowa za Zasługi dla Republiki Austrii (Złoty medal) – 1996[4]